# Élections régionales de 2003 au Trentin-Haut-Adige
Les élections régionales au Trentin-Haut-Adige se sont déroulées  le 26 octobre 2003 pour la province autonome de Trente et le 28 octobre dans la province autonome de Bolzano afin d'élire les députés du conseil régional pour un mandat de 5 ans.

## Contexte

### Nouvelle loi électorale
Une nouvelle loi électorale est adoptée au cours de la précédente législature. Elle stipule que l'élection régionale est remplacée par deux élections provinciales, afin d'élire les députés de chaque conseils provinciaux (celui de Bolzano et celui de Trente), et le conseil régional est constitué par la réunion commune des deux conseils. Il se réunira la moitié de la législature à Bolzano et l'autre moitié à Trente.
De même, la présidence de la région alterne tous les 30 mois entre les deux présidents de province.

### Organisation institutionnelle

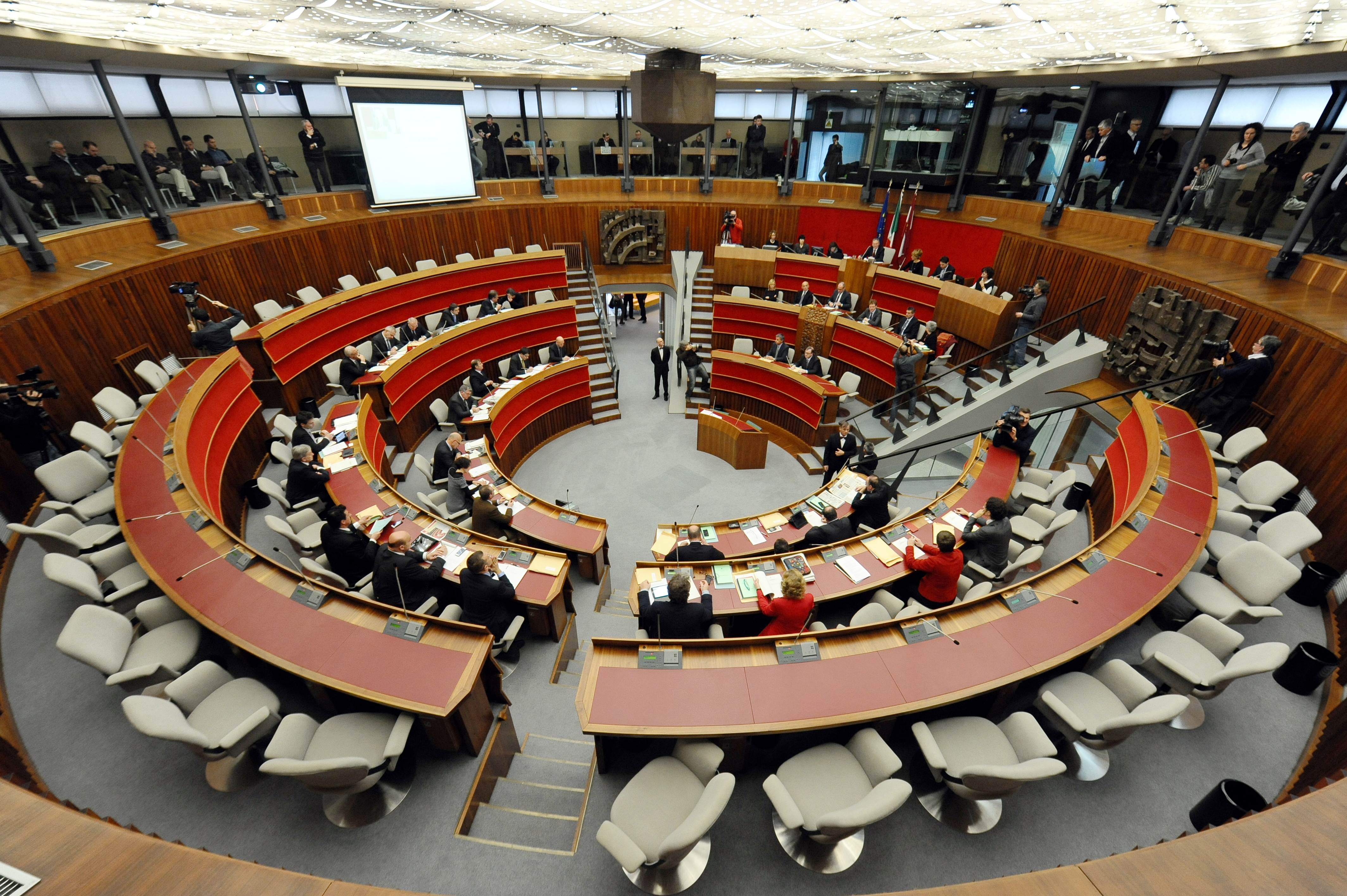
Salle des séances du conseil régional à Trente.

La région à statut spécial du Trentin-Haut-Adige est divisée en deux provinces, celle de Bolzano-Haut-Adige — dont la majorité des habitants est germanophone — et celle de Trente. Depuis 1972, les deux provinces bénéficient elles-mêmes d'un statut d'autonomie qui reprend l'essentiel des compétences normalement dévolues aux régions à statut spécial. 

## Système électoral

### Pour la province de Bolzano
Le conseil provincial de Bolzano se compose de 35 conseillers élus pour cinq ans au suffrage universel direct et au scrutin proportionnel plurinominal dans une seule circonscription correspondant au territoire provincial.
À l'issue du vote, les mandats sont répartis entre les listes qui obtenu le quotient électoral — 1/35e des suffrages exprimés — à la proportionnelle au plus fort reste d'Impériali : le nombre des voix de chaque liste est divisé par le nombre total de sièges à pourvoir, augmenté de deux (donc par 37). Les sièges non-distribués à l'issue de cette répartition sont attribués aux forces politiques ayant le plus grand nombre de votes restants.

### Pour la province de Trente
Le conseil provincial de Bolzano se compose de 35 conseillers élus pour cinq ans au suffrage universel direct et au scrutin proportionnel plurinominal dans une seule circonscription correspondant au territoire provincial. Le président de la province, membre de droit du conseil, est élu au scrutin uninominal majoritaire à un tour.
En plus, à partir de cette élection, un siège est garanti à la minorité latine de la communauté de Val di Fassa.
Le jour du vote, l'électeur vote pour un candidat à la présidence et peut voter pour un parti soutenant le candidat (si celui-ci est présenté par une coalition). Il peut également émettre jusqu'à trois votes de préférence parmi la liste des candidats au conseil du parti qu'il choisit.
Est proclamé élu le candidat qui remporte le plus grand nombre de voix. Le candidat arrivé juste après est automatiquement élu conseiller provincial. Le parti ou la coalition qui soutient le président élu reçoit automatiquement 18 sièges, voire 21 si le candidat remporte au moins 42 % des suffrages exprimés.

## Résultats à Bolzano
|                       |                                       |                       |       |      |        |               |  |  |  |  |  |
| Partis                | Partis                                | Votes                 | %     | +/-  | Sièges | +/-           |  |  |  |  |  |
|                       | Parti populaire sud-tyrolien (SVP)    | 167 353               | 55,64 | 0,96 | 21     | en stagnation |  |  |  |  |  |
|                       | Alliance nationale (AN)               | 25 382                | 8,44  | 1,21 | 3      | en stagnation |  |  |  |  |  |
|                       | Les Verts du Haut-Adige (VGV)         | 23 708                | 7,88  | 1,39 | 3      | 1             |  |  |  |  |  |
|                       | Union pour le Tyrol du Sud (BUS)      | 20 554                | 6,83  | 1,36 | 2      | en stagnation |  |  |  |  |  |
|                       | Die Freiheitlichen (dF)               | 15 121                | 5,03  | 2,55 | 2      | 1             |  |  |  |  |  |
|                       | Paix et droits (DS, PRC, SDI)         | 11 575                | 3,85  | 0,98 | 1      | en stagnation |  |  |  |  |  |
|                       | Union autonomiste (UDAA, DL, UdC)     | 11 179                | 3,72  | 0,75 | 1      | 1             |  |  |  |  |  |
|                       | Forza Italia (FI)                     | 10 186                | 3,39  | 0,35 | 1      | en stagnation |  |  |  |  |  |
|                       | Unitalia                              | 4 499                 | 1,50  | 0,28 | 1      | en stagnation |  |  |  |  |  |
|                       | Ladins Dolomites                      | 4 112                 | 1,37  | 2,26 | 0      | 1             |  |  |  |  |  |
|                       | Alternative rose                      | 2 881                 | 0,96  | Nv.  | 0      | en stagnation |  |  |  |  |  |
|                       | Parti des communistes italiens (PdCI) | 2 614                 | 0,87  | Nv.  | 0      | en stagnation |  |  |  |  |  |
|                       | Ligue du Nord (LN)                    | 1 626                 | 0,54  | 0,32 | 0      | en stagnation |  |  |  |  |  |
|                       |                                       |                       |       |      |        |               |  |  |  |  |  |
| Votes valides         | Votes valides                         | 300 790               | 96,34 |      |        |               |  |  |  |  |  |
| Votes blancs          | Votes blancs                          | 3 667                 | 1,17  |      |        |               |  |  |  |  |  |
| Votes invalides       | Votes invalides                       | 7 772                 | 2,49  |      |        |               |  |  |  |  |  |
| Total                 | Total                                 | 312 229               | 100   | -    | 35     | en stagnation |  |  |  |  |  |
| Taux de participation | Taux de participation                 | Taux de participation | 82,3  |      |        |               |  |  |  |  |  |

## Résultats à Trente
|                           |                           |            |            |                      |                                                    |                                            |         |         |         |               |               |       |  |
| Présidence                | Présidence                | Présidence | Présidence | Présidence           | Conseil                                            | Conseil                                    | Conseil | Conseil | Conseil | Conseil       | Conseil       | Total |  |
| Candidats                 | Candidats                 | Votes      | %          | Élus                 | Partis                                             | Partis                                     | Votes   | %       | +/-     | Sièges        | +/-           | Total |  |
|                           | Lorenzo Dellai            | 169 916    | 60,82      | 1                    |                                                    | La Marguerite civique (CM)                 | 69 856  | 25,88   | 3,86    | 11            | 3             |       |  |
|                           | Lorenzo Dellai            | 169 916    | 60,82      | 1                    | Démocrates de gauche (DS)                          | 36 779                                     | 13,63   | 0,24    | 5       | en stagnation |               |       |  |
|                           | Lorenzo Dellai            | 169 916    | 60,82      | 1                    | Parti autonomiste tridentin et tyrolien (PATT)     | 24 261                                     | 8,99    | 3,40    | 3       | 1             |               |       |  |
|                           | Lorenzo Dellai            | 169 916    | 60,82      | 1                    | Fédération des Verts (FdV)                         | 9 479                                      | 3,51    | N/A     | 1       | en stagnation |               |       |  |
|                           | Lorenzo Dellai            | 169 916    | 60,82      | 1                    | Loyal au Trentin                                   | 7 079                                      | 2,62    | Nv.     | 1       | 1             |               |       |  |
|                           | Lorenzo Dellai            | 169 916    | 60,82      | 1                    | Centre populaire (CP)                              | 6 002                                      | 2,22    | 8,18    | —       | 4             |               |       |  |
|                           | Lorenzo Dellai            | 169 916    | 60,82      | 1                    | Socialistes démocrates italiens (SDI)              | 5 192                                      | 1,92    | Nv.     | —       | en stagnation |               |       |  |
|                           | Lorenzo Dellai            | 169 916    | 60,82      | 1                    | Union autonomiste ladine (UAL)                     | 2 990                                      | 1,11    | Nv.     | 1       | 1             |               |       |  |
|                           | Lorenzo Dellai            | 169 916    | 60,82      | 1                    | Parti des communistes italiens (PdCI)              | 2 323                                      | 0,86    | Nv.     | —       | en stagnation |               |       |  |
| Total L’Olivier           | Total L’Olivier           | 169 916    | 60,82      | 1                    | 163 961                                            | 60,74                                      | Nv.     | 22      | 22      | 23            |               |       |  |
|                           | Carlo Andreotti (TA)      | 85 688     | 30,67      | 1                    |                                                    | Forza Italia (FI)                          | 36 228  | 13,42   | 1,71    | 5             | 1             |       |  |
|                           | Carlo Andreotti (TA)      | 85 688     | 30,67      | 1                    | Ligue du Nord (LN)                                 | 16 526                                     | 6,12    | 2,64    | 2       | 1             |               |       |  |
|                           | Carlo Andreotti (TA)      | 85 688     | 30,67      | 1                    | Union des démocrates chrétiens et centristes (UDC) | 13 667                                     | 5,06    | N/A     | 2       | 2             |               |       |  |
|                           | Carlo Andreotti (TA)      | 85 688     | 30,67      | 1                    | Alliance nationale (AN)                            | 10 996                                     | 4,07    | 1,94    | 1       | 1             |               |       |  |
|                           | Carlo Andreotti (TA)      | 85 688     | 30,67      | 1                    | Trentin autonomiste (TA)                           | 5 853                                      | 2,17    | Nv.     | —       | en stagnation |               |       |  |
| Total Maison des libertés | Total Maison des libertés | 85 688     | 30,67      | 1                    | 83 270                                             | 30,86                                      | Nv.     | 10      | 10      | 11            |               |       |  |
|                           | Agostino Catalano         | 7 891      | 2,82       | 1                    |                                                    | Parti de la refondation communiste (PRC)   | 7 662   | 2,84    | 1,09    | —             | en stagnation | 1     |  |
|                           | Bruno Firmani             | 4 285      | 1,53       | —                    |                                                    | Italie des valeurs (IdV)                   | 4 106   | 1,52    | Nv.     | —             | en stagnation | 0     |  |
|                           | Claudio Taverna           | 4 107      | 1,47       | —                    |                                                    | Liste Taverna                              | 3 817   | 1,41    | Nv.     | —             | en stagnation | 0     |  |
|                           | Guido Gasperotti          | 3 192      | 1,14       | —                    |                                                    | Mouvement pour les droits                  | 3 041   | 1,13    | Nv.     | —             | en stagnation | 0     |  |
|                           | Benito Rossi              | 2 213      | 0,79       | —                    |                                                    | Parti des retraités (PP)                   | 2 159   | 0,80    | Nv.     | —             | en stagnation | 0     |  |
|                           | Giogio Leonardi           | 2 092      | 0,75       | —                    |                                                    | Union des démocrates pour l'Europe (UDEUR) | 1 897   | 0,70    | Nv.     | —             | en stagnation | 0     |  |
|                           |                           |            |            |                      |                                                    |                                            |         |         |         |               |               |       |  |
| Votes valides             | Votes valides             | 279 385    | 94,43      |                      | Votes valides                                      | Votes valides                              | 264 107 | 89,13   |         |               |               |       |  |
| Votes blancs et nuls      | Votes blancs et nuls      | 16 926     | 5,57       | Votes blancs et nuls | Votes blancs et nuls                               | 32 204                                     | 10,87   |         |         |               |               |       |  |
| Total candidats           | Total candidats           | 296 311    | 100        | 3                    | Total partis                                       | Total partis                               | 296 311 | 100     | -       | 32            | en stagnation | 35    |  |
| Abstentions               | Abstentions               | 102 949    | 25,78      |                      |                                                    |                                            |         |         |         |               |               |       |  |
| Inscrits/participation    | Inscrits/participation    | 399 260    | 74,22      |                      |                                                    |                                            |         |         |         |               |               |       |  |

## Synthèse
|        |                                                   |        |               |  |  |  |
| Partis | Partis                                            | Sièges | +/-           |  |  |  |
|        | Parti populaire sud-tyrolien (SVP)                | 21     | en stagnation |  |  |  |
|        | La Marguerite civique (CM)                        | 12     | 4             |  |  |  |
|        | Forza Italia (FI)                                 | 6      | 1             |  |  |  |
|        | Démocrates de gauche (DS)                         | 6      | en stagnation |  |  |  |
|        | Alliance nationale (AN)                           | 4      | 1             |  |  |  |
|        | Les Verts du Haut-Adige (VGV)                     | 3      | 1             |  |  |  |
|        | Parti autonomiste tridentin et tyrolien (PATT)    | 3      | 1             |  |  |  |
|        | Union des démocrates chrétiens et de centre (UDC) | 2      | 2             |  |  |  |
|        | Union pour le Tyrol du Sud (BUS)                  | 2      | en stagnation |  |  |  |
|        | Die Freiheitlichen (dF)                           | 2      | 1             |  |  |  |
|        | Union autonomiste                                 | 1      | en stagnation |  |  |  |
|        | Unitalia                                          | 1      | en stagnation |  |  |  |
|        | Fédération des Verts (FdV)                        | 1      | en stagnation |  |  |  |
|        | Parti de la refondation communiste (PRC)          | 1      | 1             |  |  |  |
|        | Loyal au Trentin                                  | 1      | 1             |  |  |  |
|        | Union autonomiste ladine (UAL)                    | 1      | 1             |  |  |  |
|        |                                                   |        |               |  |  |  |
| Total  | Total                                             | 70     | -             |  |  |  |